# Periodo caldo medievale

Andamento della temperatura negli ultimi 2000 anni: l'andamento degli ultimi 1000 anni è noto come hockey stick per via della somiglianza con la forma di una mazza da hockey, che mostra anche come il Periodo caldo medievale fosse un fenomeno su scala locale e non un fenomeno globale.

Il periodo caldo medievale (PCM - o Optimum climatico medievale) fu un periodo della storia umana caratterizzato da un inusuale clima relativamente caldo manifestatosi su scala locale, nella regione del nord Atlantico, durato circa 300 anni, dal IX al XIV secolo. Spesso invocato nelle discussioni sul riscaldamento globale che interessa il clima terrestre dal XXI secolo, alcuni si riferiscono ad eventi come il PCM per sostenere che le previsioni fatte da più parti sono un'enfatizzazione di fatti già accaduti in passato e poi regrediti. Il dibattito sull'entità di tale riscaldamento, così come del successivo raffreddamento durante la Piccola era glaciale, rimane tuttavia ancora aperto e rientra nella più ampia discussione nota ai più come controversia della mazza da hockey.

## Descrizione

### Ricerche iniziali
Ricerche sul periodo caldo medioevale, e sulla seguente piccola era glaciale (PEG; in inglese little ice age, LIA), sono state fatte in Europa, dove il fenomeno fu molto ben documentato dagli storici. Uno studio del 2010, a cura del prof. Martin P. Luthi dell'Università di Zurigo, ha dimostrato come l'estensione dei ghiacciai alpini durante questo periodo fosse simile, se non inferiore, a quella attuale. In principio si credeva che il cambiamento climatico fosse stato globale, ma questa tesi è stata contestata. Il rapporto del 2001 del Gruppo intergovernativo sul cambiamento climatico, organismo dell'ONU che studia la variazione delle temperature sulla Terra, dichiarò sommarie queste affermazioni, affermando che: "... le conoscenze attuali non consentono di sostenere che possano essere esistiti periodi globalmente sincroni di particolare caldo o freddo su tutto il globo terrestre e i termini periodo caldo medievale e piccola era glaciale hanno dei significati limitati e non possono essere ascritti a tutto il globo terrestre nei singoli periodi in cui furono osservati". I paleoclimatologi che hanno sviluppato degli studi regionali specifici su eventi del passato hanno chiamato questi fenomeni con il nome di periodo caldo medievale e piccola era glaciale. Altri seguono le convenzioni e, quando un evento climatologico significativo viene trovato nel "PCM", ne associano l'esistenza al periodo in cui si è verificato. Il periodo caldo medievale coincide in parte con l'attività solare chiamata massimo medievale,  verificatasi tra il 1100 e il 1250.

### Nuove ricerche
Uno studio internazionale pubblicato su Nature e coordinato dall'Università degli Studi di Padova e dall'Istituto Federale Svizzero di Ricerca per la Foresta, la Neve e il Paesaggio (WSL) ha dimostrato che la fase calda medievale era più fredda di quanto si pensasse e che il riscaldamento attuale risulta essere senza precedenti nei precedenti 1200 anni. Per questo studio è stato utilizzato un nuovo metodo che consente di misurare direttamente lo spessore delle pareti cellulari delle cellule del legno. I ricercatori hanno misurato le pareti cellulari di 50 milioni di cellule provenienti da 188 pini silvestri (Pinus sylvestris) vivi e morti, i cui anelli annuali di accrescimento coprono un periodo di circa 1200 anni. Sulla base di queste misurazioni, i ricercatori hanno quindi ricostruito le temperature estive e le hanno confrontate sia con le simulazioni dei modelli climatici regionali sia con le precedenti ricostruzioni basate sulla densità degli anelli annuali. "Ogni singola cellula in ogni anello registra informazioni climatiche relative al momento della sua formazione. Analizzando centinaia, talvolta migliaia di cellule per anello, è possibile ottenere informazioni climatiche straordinariamente precise", spiega il primo autore dello studio e ricercatore del WSL, Jesper Björklund.
La teoria del «periodo caldo medievale» ha sempre rappresentato un rompicapo per gli scienziati. Alcuni dati empirici, infatti, sembravano effettivamente indicare temperature persino più elevate di quelle attuali, ma nessuna teoria climatologica sembrava spiegare la ragione di questa variazione avvenuta tra il decimo e il tredicesimo secolo. Questa nuova ricerca, attuata con una metodologia più precisa di quelle precedenti, ha rivelato che la temperatura medievale era inferiore a quella attuale, in perfetto accodo con i modelli climatici.
Ora ci sono quindi due fonti indipendenti che indicano come le temperature medioevali fossero più basse di quanto si pensava in precedenza. All'opposto, si conferma che il riscaldamento attuale è senza precedenti, almeno nell'ultimo millennio. Questi risultati da una parte contribuiscono ad avere fiducia nelle proiezioni dei modelli climatici e dall'altra sottolineano, in parte, il ruolo chiave delle attività antropiche nel determinare la fase di riscaldamento che stiamo sperimentando attualmente.

## Eventi climatici

### Regioni del nord Atlantico e del nord America
Durante il medioevo le viti producevano uva in tutta Europa, fino al nord della Gran Bretagna anche se in modo meno estensivo di quanto non lo siano al giorno d'oggi. Anche l'olivo era coltivato fino in Gran Bretagna, mentre nel nord Italia rimangono le tracce di queste coltivazioni soprattutto nella zona attorno al Lago di Garda, dove l'azione mitigatrice dell'acqua ha permesso di mantenere intatta questa coltura. I Vichinghi si avvantaggiarono della remissione dei ghiacciai per colonizzare la Groenlandia ed altre terre del lontano nord. Il PCM fu seguito dalla piccola era glaciale che durò fino al XIX secolo. Recenti ricerche effettuate nella baia di Chesapeake, in Maryland, hanno confermato grandi differenze di escursioni termiche durante il periodo del medioevo e della piccola era glaciale, possibilmente collegate alla variazione della circolazione delle maree nel nord Atlantico. I sedimenti nel Piermont Marsh della bassa valle del fiume Hudson mostrano un periodo di secca durante il periodo caldo medievale. Prolungati periodi di siccità afflissero molte aree dell'ovest degli Stati Uniti, specialmente la California ed il Gran Bacino. L'Alaska ebbe tre periodi di temperature particolarmente elevate: dall'anno 1 al 300, dall'850 al 1200 e dopo il 1800.
Una ricerca fatta nel Mar dei Sargassi, a mezzo di carbonio radioattivo, ha dimostrato che la temperatura della superficie del mare era, 400 anni fa e 1700 anni fa, circa di un grado più fredda di quella attuale; mentre circa 1000 anni addietro era di un grado superiore a quella odierna (PCM).

### Altre regioni
Il clima nell'Africa equatoriale dell'est ha avuto andamenti alternati fra il periodo secco attuale e periodi di relativa umidità. Il periodo secco iniziò nel periodo caldo medievale.
Lo studio di un blocco di ghiaccio prelevato nella penisola di Bransfield in Antartide ha consentito di identificare chiaramente il periodo della piccola era glaciale e del precedente periodo caldo medioevale. Il campione ha dimostrato l'esistenza di un periodo caldo intorno all'anno 1000, rilevando chiaramente il fatto che periodi caldi e freddi si riscontravano, regionalmente, sia in ere calde sia in ere fredde.
La conformazione dei coralli nella zona tropicale dell'Oceano Pacifico suggerirebbe che condizioni relativamente fredde e secche persistettero nei primi anni del secondo millennio con una configurazione che può ricordare l'attuale oscillazione fra La Niña e El Niño. Pur di fronte a una indubbia scarsità di dati sull'Australia, sia per il periodo caldo medioevale sia per la piccola era glaciale, si può assumere che siano confrontabili con quelle del lago Eyre fra i secoli IX e X, nonché conformi alla situazione de La Niña.
Danda Pani Adhikari e Fujio Kumon, in un'indagine del 2001 sui sedimenti del lago Nakatsuna nel Giappone centrale, hanno verificato l'esistenza di entrambi i periodi sopra citati.